# Canariomyces notabilis
Canariomyces notabilis är en svampart som beskrevs av Arx 1984. Canariomyces notabilis ingår i släktet Canariomyces och familjen Microascaceae.   Inga underarter finns listade i Catalogue of Life.